# 박성기
박성기(1969년 1월 20일~)는 대한민국의 전 야구 선수다.

## 쌍방울 레이더스 시절
1991년 특별우선지명으로 입단했다. 이후 1997년을 제외하고 매년 선발진의 한 축을 맡으며 팀이 어려운 상황에서도 3~4점대의 평균자책점을 내며 활약했다.

## 롯데 자이언츠 시절
1998년 6월 5일, 트레이드로 입단했다. 주로 불펜으로 등판했으며 이적 후 ERA 5.40으로 평범한 성적을 기록했다.

## 한화 이글스 시절
1999년 4월 16일, 트레이드로 입단했다. 4경기에 모두 불펜으로 등판했으나 크게 부진해 그 해를 끝으로 은퇴했다.

## 기록
- 1991년: 37경기 10승(6선발승) 11패 1S 149.2이닝 4.51
- 1992년: 38경기 9승(모두 선발) 8패 1S 152.1이닝 4.08
- 1993년: 31경기 11승(10선발승) 11패 157.1이닝 3.83
- 1994년: 31경기 11승(10선발승) 12패 182.2이닝 4.68
- 1995년: 26경기 5승(모두 선발) 9패 109이닝 4.79
- 1996년: 26경기 5승(모두 선발) 6패 93.2이닝 3.84
- 1997년: 5경기 1패 1.1이닝 27.00
- 1998년: 22경기 1패 43이닝 4.60
- 1999년: 4경기 3.2이닝 19.64

## 출신 학교
- 전주중앙초등학교
- 전라중학교
- 전주고등학교
- 원광대학교

## 같이 보기
- 1998년 롯데 자이언츠 시즌
- 1999년 한화 이글스 시즌